# Ллойд Бенкс
Крістофер Чарльз Ллойд (англ. Christopher Charles Lloyd; нар. 30 квітня 1982, Балтимор, Меріленд, США), більше відомий під псевдонімом Ллойд Бенкс (англ. Lloyd Banks) — американський репер, учасник гурту G-Unit. Виріс у Південній Ямайці, кварталі Квінзу в Нью-Йорку. Разом з G-Unit випустив 2 альбоми: Beg for Mercy та T·O·S (Terminate on Sight). У 2004 році випустив свій дебютний сольний альбом The Hunger for More. У 2006 році випустив другий сольний альбом Rotten Apple, а в 2009 — пішов з Interscope Records. Наприкінці 2010 він випустив третій сольний альбом H.F.M. 2 (The Hunger for More 2), а в червні 2021 повернувся з новим альбомом — The Course of the Inevitable.

## Життєпис

### Ранні роки
Народився в штаті Меріленд, а виріс в районі Квінз (Нью-Йорк). Його матір, Роза — пуерто-риканського походження, а батько — афроамериканського. Останній провів більшу частину дитинства Крістофера у в'язниці, залишивши матір одну з Крістофером, його братом та сестрою. Крістофер вступив до школи Авґуста Мартіна й кинув її в 16 років. За псевдонім узяв ім'я свого прадіда (Ллойд) і «Бенкс» (англ. Banks — дослівно «Банки», через любов до грошей; дядько часто коментував його реп: «That's money in the bank»[уточнити переклад]).

### G-Unit (1999-дотепер)
G-Unit було засновано друзями дитинства 50 Cent, Ллойдом Бенксом і Тоні Єйо після розпаду 134 Allstars. Коли гурт UTP приїхав до Нью-Йорка, 50 Cent почув як Young Buck читає реп. Після того, як Фіфті підписав контракт з Shady/Aftermath, Бак увійшов до колективу. Тоні Єйо вирушив з 50 Cent у тури Nas Promo Tour, Cash Money Tour і Ruff Ryders Tour. Бенкс залишився вдома, продовжив читати реп, просуваючи бренд на вулицях, записуючи треки для мікстейпів на біти місцевих продюсерів.
У 2003 50 Cent видав студійний альбом Get Rich or Die Tryin'; Бенкс узяв участь у записі 2 пісень: «Don't Push Me» та «P.I.M.P. (G-Unit Remix)». Невдовзі після створення власного лейблу G-Unit Records, у листопаді 2003, гурт випустив дебютну платівку Beg for Mercy, яка отримала двічі платиновий статус.

### Проблеми із законом
У серпні 2005 Бенкс і Бак з оточенням проїхали на червоне світло у центрі Мангеттена. За словами поліції, під час обшуку у фургоні виявили вогнепальну зброю. Після розслідування прокурор висловився за зняття звинувачення з реперів, оскільки обоє не володіли зброєю. Суддя зробив це у листопаді 2006.
Рано вранці 9 січня 2010 у готелі міста Кітченер, штат Онтаріо, між Бенксом і концертним промоутером виникла суперечка через гонорар.
Пізніше Бенксу й трьом спільниками пред'явили звинувачення у позбавленні волі промоутера, нападі за обтяжуючих обставин та пограбуванні, репера звільнили під заставу у $50 тис.

### Поранення
10 вересня 2001 покидаючи нічний клуб у Південній Ямайці, Квінз, Бенкс отримав 2 вогнепальних поранення в спину та живіт, після чого дістався до найближчого шпиталю. За новинами про теракт 11 вересня репер уже спостерігав з лікарняного ліжка.

### Конфлікт із The Game
Виник після того, як The Game (укр. Ґейм) покинув G-Unit. На думку Бенкса, Ґейм заздрив через успіх його дебютного альбому The Hunger for More і той факт, що він отримав нагороду як найкращий лірик.

## Сольна кар'єра

#### The Hunger for More(2004—2005)
У червні 2004 вийшов дебютний альбом. The Hunger for More став комерційно успішним і отримав позитивні відгуки оглядачів. Реліз посів 1-шу сходинку у чартах Білборд з результатом у понад 500 тис. проданих копій за перший тиждень. Загальний наклад: понад 4 млн, альбом сертифікували двічі платиновим.

### Rotten Apple(2006—2007)

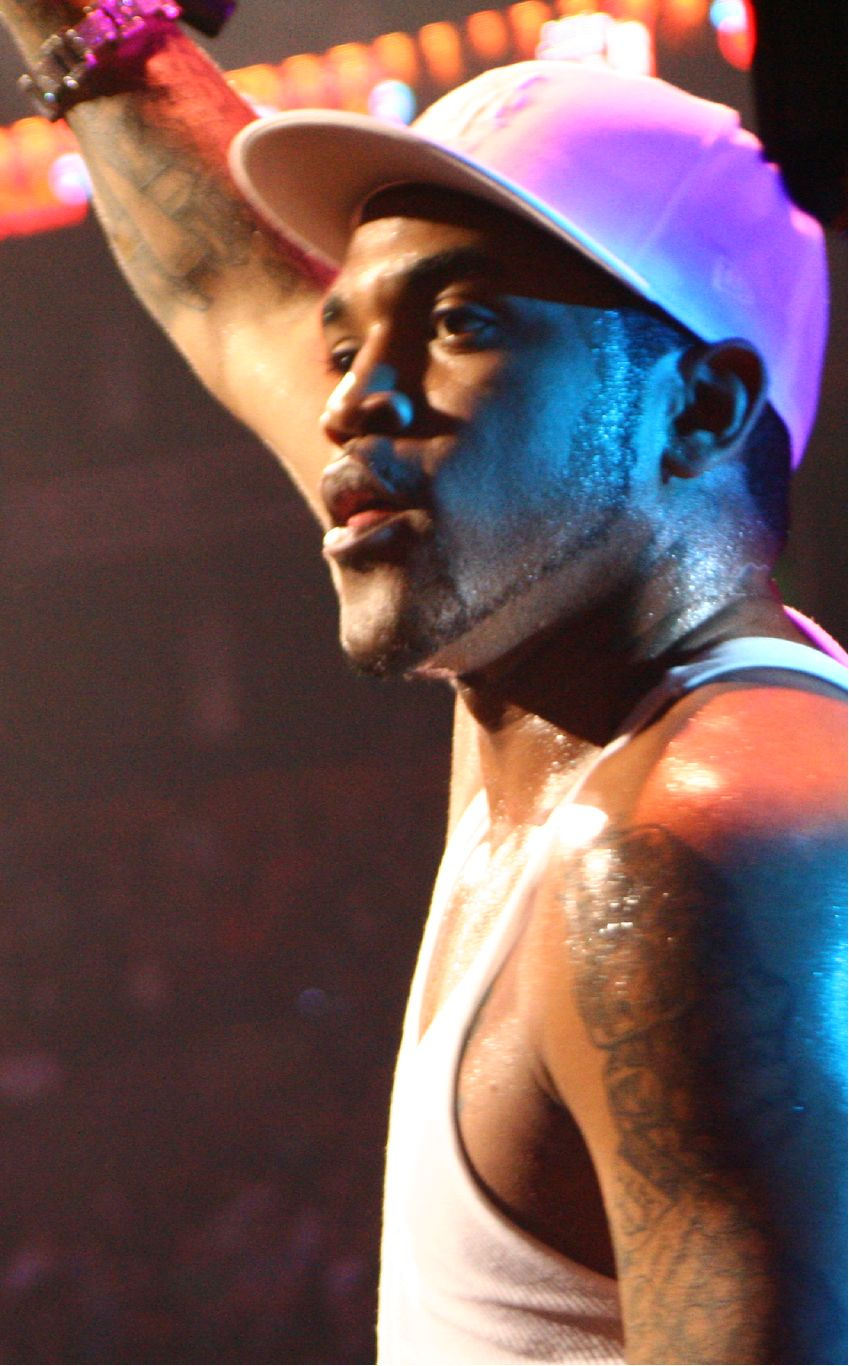
Ллойд Бенкс на концерті Monster Jam (2006)

Спочатку репер планував назвати платівку The Big Withdraw, але через те, що в 2005 р. Бенкс залишив сиру копію 23-трекового альбому в будинку двох жінок, з якими він займався сексом утрьох, платівку передчасно виклали у мережу, дату випуску було перенесено. Незабаром після цього репер почав працювати над Rotten Apple.

Виконавець прокоментував це в інтерв'ю: 
Ця чутка правдива. Причина цьому — моя важка праця. Я трохи заплутався, пихтарив 2 жінок одночасно. Це дрібниці, на які не звертаєш увагу. Простий CD з піснями. Я записав понад 70, 80 треків, усі не помістилися на один CD. Тож там було приблизно 14 треків за останні 2 тижні. Зрештою я не зміг його знайти. Я припускаю, що це через одну з тих ситуацій, коли забагато речей відбувається навколо тебе. Мабуть я займатимусь цим лише з однією дівчиною у майбутньому. Це єдине пояснення, що має сенс. Поцупили.
Rotten Apple (укр. Гниле Яблуко) — гра слів на неофіційну назву Нью-Йорка — «Велике Яблуко» (англ. The Big Apple). Платівку видали 10 жовтня 2006 року. Вона посіла 3-тю сходинку Billboard 200 з 143 тис. проданих копій за перший тиждень. Альбом був менш успішним, ніж попередня робота.

### Залишення Interscope
У 2009 Бенкс покинув Interscope Records, залишившись підписантом G-Unit Records. У свої 27-мі уродини, 30 квітня 2009, Бенкс випустив мікстейп 4-30-09, куди потрапив дис на Ріка Росса, «Officer Down». У 2010 Interscope намагалися знову укласти з ним угоду через успіх синглу «Beamer, Benz, or Bentley». Однак репер відмовився.

### The Hunger for More 2, угода з EMI (2010-дотепер)
Наприкінці січня 2010 було оголошено про вихід синглу «Beamer, Benz, or Bentley» з майбутнього третього студійного альбому. Сингл посів 49-ту позицію Billboard Hot 100. Репер повідомив через Твіттер назву платівки The Hunger for More 2. Проте пізніше G-Unit Records заявили, що вона ще не остаточна. В інтерв'ю MTV News 50 Cent підтвердив назву. У п'ятницю 13 серпня 2010, Бенкс сповістив MTV News про укладення угоди між EMI та G-Unit Records на дистриб'юцію та промоцію релізів на території Північної Америки. Він прокоментував це: 
| Ліві лапки | Приємно бачити ентузіазм співробітників EMI щодо мого проекту, вони мають пристрасть та енергію, які я вже давно не спостерігав. | Праві лапки |

## Нагороди
У 2004 Бенкса нагородили як мікстейп-артиста року на Mixtape Awards. У 2005 «On Fire» було номіновано на Греммі у категорії «Найкраще сольне реп-виконання». У 2006 «Touch It (Remix)» Busta Rhymes номінували на «Хіп-хоп відео року» й «Найкраще спільне виконання» на BET Awards. У 2010 через реліз третьої платівки сайт HipHopDX назвав репера «Поверненням року».

## Дискографія
Студійні альбоми
- The Hunger for More (2004)
- Rotten Apple (2006)
- H.F.M. 2 (The Hunger for More 2) (2010)
- The Course of the Inevitable (2021)
- The Course of the Inevitable 2 (2022)
- The Course of the Inevitable III: Pieces of My Pain (2023)

Спільні альбоми
- Beg for Mercy (з G-Unit) (2003)
- T·O·S (Terminate on Sight) (з G-Unit) (2008)

## Фільмографія
| Фільм                 | Роль             | Рік  | Примітки             |
| --------------------- | ---------------- | ---- | -------------------- |
| Перш ніж я себе знищу | Шкільний учитель | 2009 | незазначено в титрах |
| Ранковий підйом       | Самого себе      | 2010 |                      |
| Злодії                |                  | 2018 |                      |

| Відеоігри | Відеоігри                  | Відеоігри   | Відеоігри        |
| Рік       | Назва                      | Роль        | Примітки         |
| --------- | -------------------------- | ----------- | ---------------- |
| 2005      | 50 Cent: Bulletproof       | Самого себе | Озвучення, образ |
| 2009      | 50 Cent: Blood on the Sand | Самого себе | Озвучення, образ |